# 注意義務
注意義務（ちゅういぎむ）とは、法律上要求される一定の注意を払う義務をいう。必要な注意義務を怠ることは、注意義務違反（英: Negligence）と呼ばれる。

## 私法上の注意義務

### 注意義務の種類
私法上の注意義務には善良な管理者の注意義務（善管注意義務）と自己の財産に対するのと同一の注意義務（自己のためにするのと同一の注意義務）がある。善管注意義務は自己の財産に対するのと同一の注意義務よりも程度の高い注意義務である。
- 善良な管理者の注意義務（善管注意義務）
善良な管理者の注意義務（善管注意義務）とは、債務者の属する職業や社会的・経済的地位において取引上で抽象的な平均人として一般的に要求される注意をいう[2][3]。これはローマ法の「善良な家父の注意」に由来し[3]、フランス法の「良家父の注意」[4]、ドイツ法の「取引に必要な注意」がこれにあたる[5]。この一般的・客観的標準に基づく程度の注意を欠く状態を抽象的軽過失[5]あるいは客観的軽過失という[3]。
- 自己のためにするのと同一の注意（自己の財産におけると同一の注意義務、固有財産におけるのと同一の注意義務）
行為者自身の職業・性別・年齢など個々の具体的注意能力に応じた注意であり[5]、この注意を欠く状態を具体的軽過失[5]あるいは主観的軽過失という[3]。

以上の抽象的軽過失と具体的軽過失をあわせて広義の軽過失という。これに対して必要な注意を著しく欠く状態を重大な過失あるいは重過失という。

### 日本の民法上の注意義務
民法上の注意義務としては民法は特定物債権における債務者の保管義務の通則として民法400条に善管注意義務を定め、特に注意義務が軽減される場合（民法659条等）を個別的に規定することとしている。なお、民法400条の善管注意義務は2017年の改正民法で「契約その他の債権の発生原因及び取引上の社会通念に照らして定まる善良な管理者の注意」と具体化された（2020年4月1日施行）。
- 善管注意義務
  - 留置権者による留置物の保管（民法298条）
  - 特定物引渡しの債務者（民法400条）
  - 委任契約の受任者（民法644条）
  - 事務管理者（民法698条の反対解釈）
  - 有償寄託の受寄者（民法659条の反対解釈）

- 自己の財産におけると同一の注意義務（固有財産におけるのと同一の注意義務）
  - 無償寄託の受寄者（民法659条）
  - 親権を行なう者の財産の管理（民法827条）
  - 相続財産の管理者・相続人（民法918条1項）
  - 限定承認者（民法926条1項）
  - 相続放棄した者（民法940条1項）
  - 財産分離請求後の相続人（民法944条1項）

重大な過失が問題となる場合としては次のような例がある。
- 錯誤が表意者の重大な過失によるものであった場合（民法95条3項）
- 指図証券の善意取得（民法520条の5）
- 指図証券の質入れ（民法520条の7・520条の5）
- 指図債権の証券の調査の権利等（民法520条の10）
- 緊急事務管理（民法698条）

その他特別法で重大な過失が問題となる場合としては次のような例がある。

### 会社の取締役の注意義務

#### 日本の会社法
取締役と会社との関係は委任により規律される（会社法330条）ため、取締役は会社に対し善管注意義務を負う（民法644条準用）。具体的にはコンプライアンス義務が挙げられる。
取締役は会社に対し、善管注意義務のみならず忠実義務を負担する（会社法355条）。忠実義務の内容とは、会社の利益を犠牲にして自己の利益を図ってはならない義務と説明される。
忠実義務と善管注意義務の関係については、言い換えただけと考える同質説（鈴木竹雄、河本一郎、森本滋、八幡製鉄事件（最大判昭和45年6月24日民集24巻6号625頁））と、取締役に課せられた独立の義務と考える異質説（田中誠二、前田庸、北沢正啓）がある。異質説に立つ場合、利益相反取引の禁止（会社法356条1項2号・3号）、競業避止義務（356条1項1号）、報告義務（会社法357条）、お手盛り禁止（報酬規制、会社法361条）などは、忠実義務の具体化である。従来は同質説が通説的であったが、現在は異質説が有力化している。

#### ビジネス・ジャッジメントルール
経営判断の原則ともいう。取締役が業務執行に関する意思決定の際に適切な情報収集と適切な意思決定プロセスを経たと判断されるときには、結果として会社に損害が発生したとしても善管注意義務違反に問わないとする原則。アメリカ合衆国で判例法として発展し、近年の日本の裁判例にも影響を与えているといわれる。

## 刑法上の注意義務
刑法における過失の本質は、注意義務違反であるとされる（新過失論においても、結果回避義務違反を「客観的注意義務違反」とよぶことがある）。